# Ajuarte
Ajuarte es una antigua localidad de la comunidad autónoma de La Rioja, ya que ahora esta despoblada y de ella solo se conserva su iglesia de San Román,y perteneciente al municipio de Casalarreina del que dista unos 700m  en dirección sur (en dirección a Santo Domingo).
La ermita de San Román de Ajugarte es el único resto que permanece en pie de la antigua población de Ajugarte. En la actualidad se ubica dentro de una parcela dedicada al cultivo de cereal, y se encuentra en manos privadas, siendo utilizada como trastero, tras haber desempeñado otras funciones no menos indignas, como granero, almacén o cuadra para el ganado. Parece urgente la intervención de las entidades encargadas del patrimonio, para que el edificio, que aún permanece en pie, no se venga abajo y pase a ser de todos los que amamos al arte.
La ermita consta de una nave más reciente y un ábside cuadrado de época románica. El ábside se encuentra cubierto con una bóveda de crucería con nervios de sección cuadrada, que nacen de modillones colocados a media altura en las esquinas. Solo dos huecos iluminaban la estancia, uno al sur y otro en el hastial este. El arco triunfal derramado hacia la nave es apuntado y parece haber sido replanteado a partir de otro de medio punto. Un banco corrido recorre los tres lados del ábside. Restos de pintura se vislumbran en la ventana del sur y en los modillones que sostienen los nervios de la bóveda.
Al exterior dos contrafuertes refuerzan el arco triunfal y sirven de arranque a la espadaña. Esta consta de dos cuerpos, en el primero de los cuales hay dos vanos iguales, y en el segundo otro bastante más reducido de tamaño. Al final del ábside otros dos contrafuertes sostienen otra estructura que no llegó a completarse. Cuatro canecillos a cada lado del ábside sostienen el tejado.